# Feuerwehr Worms
Die Feuerwehr Worms mit Sitz in der Hauptfeuerwache in der Kyffhäuserstraße 6 in Worms ist verantwortlich für den Brandschutz, die Technische Hilfeleistung, den Wasserrettungsdienst und die Brandbekämpfung in der Stadt Worms und Teilen der Bundesautobahn 61. Sie gehört zum Bereich 3 Öffentliche Sicherheit und Ordnung und bildet die Abteilung 3.09 Brand- und Katastrophenschutz der Stadt Worms. Sie besteht aus einer Berufsfeuerwehr (BF), einem Gefahrstoffzug sowie 7 Löschzügen der Freiwilligen Feuerwehren (FF). Den FF sind die Jugendfeuerwehren sowie Kinderfeuerwehren angegliedert.
Die Feuerwehr Worms besitzt eine Wärmegewöhnungsanlage (WGA) für die Ausbildung der Atemschutzgeräteträger.

## Geschichte
Nach dem verheerenden Stadtbrand von 1689, dem die Bürgerschaft nichts entgegenzusetzen vermochte, wurde im Jahr 1719 ein Feueramt für die Stadt gegründet. Damals war schon die Beschaffung und Pflege der Löschgeräte nicht ganz einfach. Worms besaß fünf größere Spritzen und zwei Handspritzen.
Hinzu kamen Leitern, Einreißhaken, zahlreiche Feuereimer, Bottiche und Fässer sowie ein Feuerwagen, auf den verschiedene Geräte montiert werden konnten. Auch der Transport der Geräte zur Brandstelle war immer wieder ein Problem. Das Wasser musste aus dem durch die Stadt fließenden Bach der Eis geschöpft werden. Brunnen mussten ständig in Ordnung gehalten werden.
Auf der Dreifaltigkeitskirche wurde die Alarmglocke geläutet, Trommler durchzogen die Stadt, die Stadttore wurden geschlossen und Wachen gegen Plünderer in den Straßen aufgestellt. Zunftangehörige wie Zimmerleute, Dachdecker, Schornsteinfeger eilten zur Brandstelle, die Metzger und Kärcher stellten Pferde zur Verfügung, die Brunnennachbarschaften eilten zu ihren Brunnen. Für jeden über die Stadt verteilten Feuergeräteschuppen waren zwei Bürger als Aufsicht zuständig. Ein Verzeichnis listete die Bürger auf, die an den Feuerspritzen Dienst zu tun hatten.
Im März 1854 wurde die erste Freiwillige Feuerwehr in Worms gegründet. Die Feuerwehrgeschichte wurde in einer 1904 fertiggestellten Chronik dokumentiert. Bis zum Jahr 2017 bestand neben den Freiwilligen Feuerwehren eine hauptamtliche Wachbereitschaft, die im Mai 2017 in eine Berufsfeuerwehr umgegliedert wurde.
Der bis dahin größte Feuerwehreinsatz in Worms war im September 1962. Kurz nach Mitternacht brach ein Großbrand in den Karl-Kübel-Möbelwerken aus, der zur Bedrohung für das ganze Industriegebiet wurde. Über 45 Feuerwehren aus dem gesamten Regierungsbezirk Rheinhessen und darüber hinaus, sogar aus Frankfurt am Main, Wiesbaden, Darmstadt, Kaiserslautern und dem Ried waren im Einsatz, um ein Übergreifen der Flammen zu verhindern. Trotzdem wurde durch Funkenflug ein weiteres Großfeuer in der Rohpappenfabrik verursacht.
Am 19. Mai 1973 wurde die Hauptfeuerwache in der Kyffhäuserstraße mit allen technischen Einrichtungen fertiggestellt und ihrer Bestimmung übergeben.

## Berufsfeuerwehr
Die Berufsfeuerwehr mit Sitz in der Hauptwache besteht aus 3 Wachabteilungen mit 92 Beamten im aktiven feuerwehrtechnischen Dienst. Jede Wachabteilung hat eine Personalstärke von 18 Beamten, die in einem dreiwöchigen Schichtdienst tätig sind. In der Hauptfeuerwache ist neben der Berufsfeuerwehr der Löschzug der FF Stadtmitte untergebracht. Die Feuerwehr besitzt ein Bootshaus am Rhein in der Floßhafenstraße. Die Alarmierung der BF erfolgt durch Funkmeldeempfänger und dem internen Gong sowie einer Durchsage, die alle nötigen Informationen zu dem Einsatz enthält, über eine 2020 im Innenhof eingerichtete Interimsleitstelle der BF Worms.
| Einheit         | Mitglieder | Fuhrpark                                                                 |
| --------------- | ---------- | ------------------------------------------------------------------------ |
| Berufsfeuerwehr | 92         | HLF 20, DLA-K, ELW 1, TLF 4000, GW-G RW, GW-Mess, Fuhrpark FF Stadtmitte |

## Freiwillige Feuerwehr
Die Alarmierung der FF erfolgt durch Funkmeldeempfänger durch die Leitstelle der BF Worms. Die FF Wiesoppenheim/Horchheim unterhält einen Spielmannszug. Die Jugendfeuerwehren (kurz JF) sind in den Löschzügen Stadtmitte, Rheindürkheim, Heppenheim, Wiesoppenheim und Abenheim angegliedert; zusätzlich sind im Löschzug Heppenheim die Bambini-Feuerwehr (Vorbereitungsgruppe auf die Jugendfeuerwehr) „Löschküken“ und im Löschzug Rheindürkheim die Bambini-Feuerwehr „Feuerteufel“ zu finden.
| Wehr                    | gegründet   | Mitglieder | Fuhrpark |
| ----------------------- | ----------- | ---------- | --- |
| Stadtmitte              | 1854        |            | MTF, HLF 20, DLA-K, MZF 1, MZF 3, ELW 2, WLF (2×), AB-Schaum, AB-Atemschutz, AB-Transport, AB-Kran/Mulde, AB-Rüst, GW-Hygiene, Fuhrpark BF |
| Pfeddersheim            |             | 35         | MTF, TLF 20/40, LF KatS, GW Dekon-P, WLF, AB-Schlauch, AB-Hochwasser, AB-Sandsack, NEA 100 kVA                                             |
| Wiesoppenheim/Horchheim | 1992 Fusion | 18         | MTF, LF 10/6 |
| Abenheim                | 1924        |            | MTF, TLF 4000, LF KatS, SW 2000 |
| Herrnsheim              | 1879        |            | MTF, LF 16/12, LF 10/6 |
| Rheindürkheim           | 1897        |            | MTF, LF 10/6, LF KatS, Rettungsboot, NEA 100 kVA                                                                                           |
| Heppenheim              | 1926        | 26         | MTF, LF 10/6, MZF2 |